# Spyridium coactilifolium
Spyridium coactilifolium är en brakvedsväxtart som beskrevs av Reiss.. Spyridium coactilifolium ingår i släktet Spyridium och familjen brakvedsväxter. Inga underarter finns listade i Catalogue of Life.